# Yanziji (sockenhuvudort i Kina, Jiangsu Sheng, lat 32,14, long 118,82)
Yanziji (kinesiska: 燕子矶街道) är en sockenhuvudort i Kina. Den ligger i provinsen Jiangsu, i den östra delen av landet, nära eller i provinshuvudstaden Nanjing. Antalet invånare är 100 027. Befolkningen består av 51 197 kvinnor och 48 830 män. Barn under 15 år utgör 8,0 %, vuxna 15-64 år 83 %, och äldre över 65 år 8,0 %.
Runt Yanziji är det mycket tätbefolkat, med 1 956 invånare per kvadratkilometer. Närmaste större samhälle är Nanjing, 9,9 km söder om Yanziji. Runt Yanziji är det i huvudsak tätbebyggt.
Genomsnittlig årsnederbörd är 1 291 millimeter. Den regnigaste månaden är juli, med i genomsnitt 289 mm nederbörd, och den torraste är december, med 32 mm nederbörd.